# Muflão
O Muflão ou Muflão-europeu (Ovis orientalis musimon), do francês mouflon e do inglês mouflon, moufflon ou mufflon, é um mamífero ovino selvagem pertencente ao gênero Ovis. É uma espécie de carneiro selvagem. Acredita-se que seja um dos dois antepassados de todas as raças modernas de carneiros domésticos.  É também o único capríneo cinegético de Portugal.
Ele originou-se do sudoeste asiático, onde o Muflão-asiático (Ovis orientalis) vive. Eles foram introduzidos nas ilhas da Córsega, Sardenha, Rodes e Chipre durante o Período Neolítico, talvez como animais domesticados que novamente tornaram-se selvagens, onde naturalizaram-se aos interiores montanhosos em poucos mil anos, gerando a espécie conhecida como Muflão-europeu (O. musimon ou O. ammon musimon). Eles são agora raros nas ilhas, mas foram introduzidos com sucesso na Europa central, incluindo Alemanha, Áustria, República Tcheca, Eslováquia, Hungria, Bulgária, Sérvia, e Romênia, e em alguns países da Europa setentrional, como a Finlândia.
Apresenta uma reprodução poligâmica. Um macho dominante pode reproduzir com diversas fêmeas de um grupo que constituem o seu harém. Em algumas circunstâncias, as fêmeas podem acasalar com vários machos. Isto pode ocorrer quando a dominância entre os machos sofre alterações ou quando as fêmeas deslocam-se do harém de um  macho para se juntar a outro.

## Descrição
O muflão europeu é um animal bastante grande que pode pesar até 50 quilos. Assemelha-se a um carneiro doméstico, com pernas e pescoço proporcionalmente mais longos. A lã é muito mais curta e de cor marrom escura, ficando esbranquiçada no nariz, olhos, e metade inferior das pernas e barriga. Os machos são maiores e mais robustos que as fêmeas e são dotados de grandes chifres que se curvam em ambos os lados da cabeça; as fêmeas, por outro lado, não têm chifres ou possuem chifres curtos. No inverno, os machos desenvolvem manchas brancas nas laterais, que não aparecem em indivíduos do outro sexo. Os machos têm chifres grandes, semelhantes aos do carneiro doméstico, que se enrolam para trás até quase fechar um círculo, são maiores quanto mais velho o animal é (máximo de 80 a 90 cm). As fêmeas também podem ter chifres, embora neste caso sejam muito pequenos, com um máximo de 18 cm. As diferenças entre machos e fêmeas não são apenas evidentes no chifre: os machos são maiores, têm uma cabeleira no pescoço e no peito e têm uma coloração geral mais escura. A pelagem destes no inverno é marrom chocolate com manchas brancas nas pernas e rosto. A barriga é branca. Os machos adultos também têm uma mancha branca grande e muito visível no meio dos flancos. A pelagem que apresentam no verão é muito mais leve que a de inverno e as manchas brancas desaparecem quase completamente, exceto pelo dos flancos dos machos.

### Dimensões do corpo
Comprimento: 127 a 145 cm.
Cauda: 3,5 a 6 cm.
Altura: 70 a 80 cm.
Peso: As fêmeas pesam entre 25 e 35 kg, enquanto nos machos o peso varia entre 35 e 40 kg em geral. (Podendo no entanto alguns exemplares machos chegar a pesar até 50 kg).
A classificação científica do muflão é disputada  mas pode ser considerado como Ovis musimon ou Ovis ammon musimon.
Outros nomes: Agrino (Grego), Muflon (Checo), Muflon (Polaco), Muflone (Italiano), Muflão da Córsega, Musimon, Musmon, Muflão Sardenhês, Moufflon.

## Sentidos
Descendente de animais que habitavam áreas abertas acima nível das árvores, o muflão tem uma visão bem desenvolvida. Os seus olhos, localizados lateralmente, conferem-lhe um amplo campo de visão sem necessidade de virar a cabeça. Nos carneiros mais velhos, o campo de visão pode encontrar-se reduzido devido à posição da ponto do chifre. Consequentemente, os carneiros provocam deliberadamente o desgaste dos seus chifres. A visão binocular dos muflões é limitada a um pequeno anglo facial de 60%, sendo esta a única área que permite uma perceção de profundidade do campo de visão. No restante do seu campo de visão, o muflão deteta, principalmente, o movimento. Quando o animal é perturbado por um movimento na parte lateral do seu campo de visão, este gira a cabeça na direção do objeto, colocando-o, assim, na sua zona de perceção de profundidade da paisagem. Apenas depois o muflão tenta obter mais informação a partir da direção do vento e da audição, de modo a calcular o nível de perigo colocado pela perturbação. Os humanos podem ser avistados a cerca de 1000 metros de distância. A visão dos muflões também assume um papel importante na coesão do rebanho, sendo que um elemento perdido tenta localizar o grupo correndo rapidamente para frente e para trás. Apenas depois o muflão utiliza o olfato para localizar o rebanho. A audição tem um papel na manutenção das relações sociais entre membros do rebanho.